# Antoni Garcias Vidal
Antoni Garcias Vidal, conegut popularment com l'amo en Toni des Forn, nascut a Llucmajor, Mallorca el 1841 i traspassat a Llucmajor el 1907, fou un destacat llucmajorer.
Garcias, d'origen humil, fou escriptor i propulsor de la indústria i de l'agricultura. Publicà entre 1899 i 1904 articles en el primer setmanari bilingüe El Pagès mallorquí. Aficionat a l'arqueologia, fou el primer que catalogà els principals jaciments i elaborà una carta arqueològica del terme municipal de Llucmajor. Escrigué un manuscrit de les possessions de Llucmajor, publicat el 1972. Fou secretari de l'Ajuntament de Llucmajor i amic de Josep Maria Quadrado. Un carrer a Llucmajor duu el seu nom. Fou proclamat fill il·lustre de Llucmajor el 9 d'agost de 1964.